# کان‌ایر
کان‌ایر (انگلیسی: Conair) شرکت خرده‌فروشی آمریکایی است، که در سال ۱۹۵۹ تأسیس شد.